# Burg Kagoshima
Die Burg Kagoshima (japanisch 鹿児島城, Kagoshima-jō, auch Tsurumaru-jō (鶴丸城)) befindet sich in der Stadt Kagoshima, Präfektur Kagoshima. In der Edo-Zeit residierten dort die Shimazu. Sie waren mit einem Einkommen von 728.000 Koku nach den Maeda die größten Tozama-Daimyō.

## Geschichte

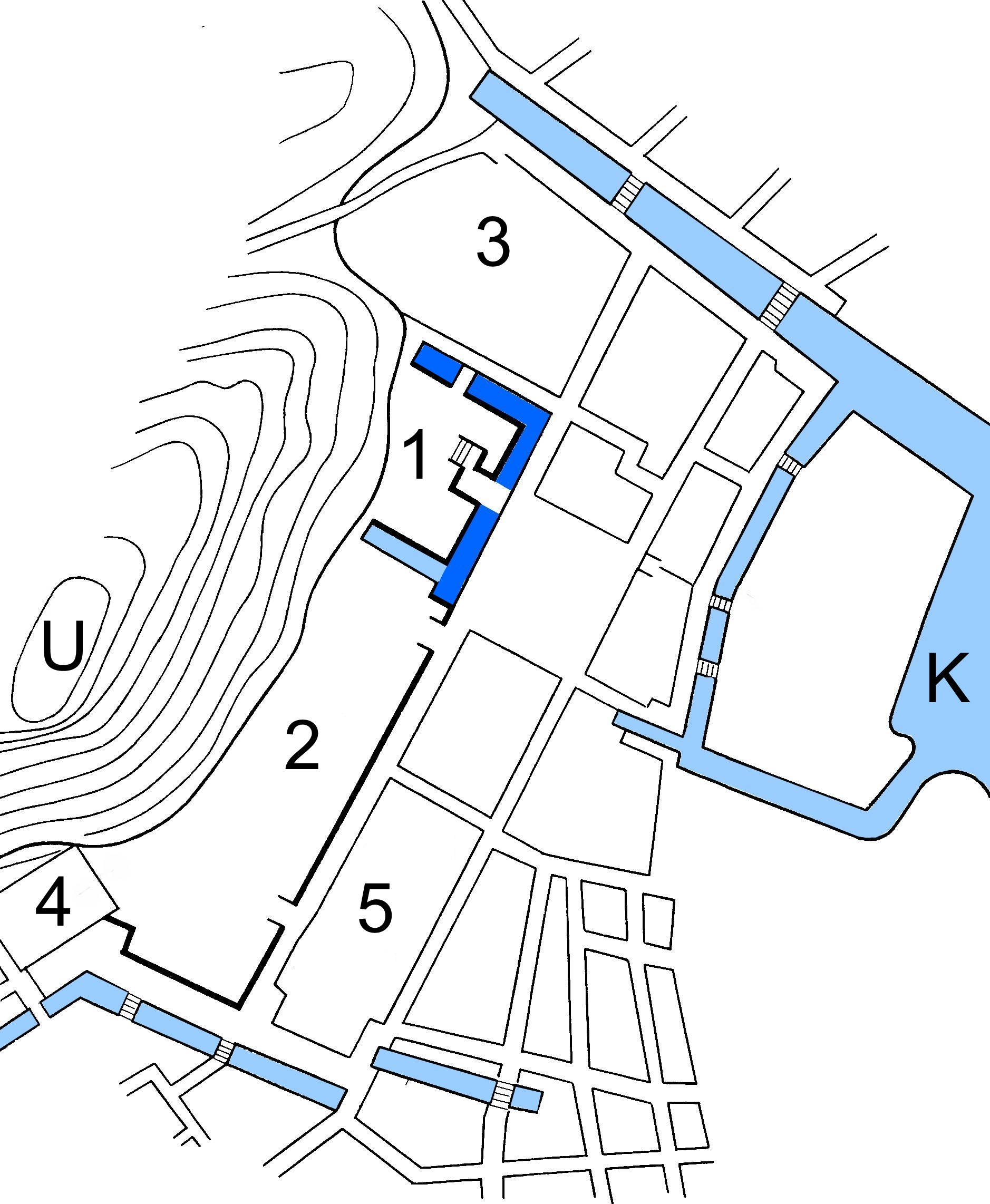
Plan der ehemaligen Burg 1: Hommaru 2: Ni-no-maru 3: Pferdeställe 4: Schrein
5: Han-Schulen
K: Kagoshima-Bucht
U: Ueyama

Die Burg Kagoshima war ursprünglich eine Bergburg, angelegt auf dem Ueyama (上山), 107 m über dem Meer, auf der Spitze eines Berges, der einfach „Burgberg“ (城山, Shiroyama) genannt wurde. Ab 1602 legten die Shimazu eine Burg unterhalb des Osthanges an, wobei sie auf einen Burgturm (天守, tenshu) und auch weitgehend auf Wachtürme (櫓, yagura) verzichteten. Steinwälle und Gräben zur Verteidigung wurden jedoch angelegt. Die Bergburg wurde stattdessen aufgegeben.
Im Jahr 1669 brannte das Hommaru vollständig ab, teilweise auch das Ni-no-maru. Auf Grund finanzieller Schwierigkeiten des Klans konnte der Wiederaufbau erst 1707 abgeschlossen werden.

## Die Anlage
Die Burganlage mit dem Shiroyama im Rücken hatte eine Ausdehnung von 750 m in Nordwest-Richtung und einer Breite von 100 m in Südost Richtung. Sie bestand aus dem zentralen Bereich, dem Hommaru (本丸), in dem sich die Residenz befand, und an den sich im Nordosten die Pferdeställe (厩, umaya) anschlossen. Auf der anderen Seite, also nach Südwesten, folgte der zweite Burgbereich, das Ni-no-maru (二ノ丸), und dahinter der Schrein Terukuni-jinja (照国神社), in dem die Satsuma-Familie verehrt wurde. Die Schulen des Satsuma-Han, Embukan (演式館) und Sōshikan (造士官) befanden sich vor den Ni-no-maru. Weitere Gräben davor waren der Meizanbori (名山堀) und der Shunkanbori (俊寛堀).
Nach 1868 wurden die Gebäude der Burg abgerissen, das Gelände wurde von der Stadt auf verschiedene Weise, unter anderem von der Universität Kagoshima   genutzt. Nach 1945 wurde auf dem ehemaligen Hommaru das „Zentrum für die Geschichte Kagoshimas“ (鹿児島県歴史資料センタ－, Kagoshima-ken rekishi shiryō sentā) unter dem Namen „Reimeikan“ (黎明館), also „Haus der Morgendämmerung“, errichtet. Im Ni-no-maru befindet sich die „Präfekturbibliothek Kagoshima“ (鹿児島県立図書館, Kagoshima kenritsu toshokan).

## Bilder

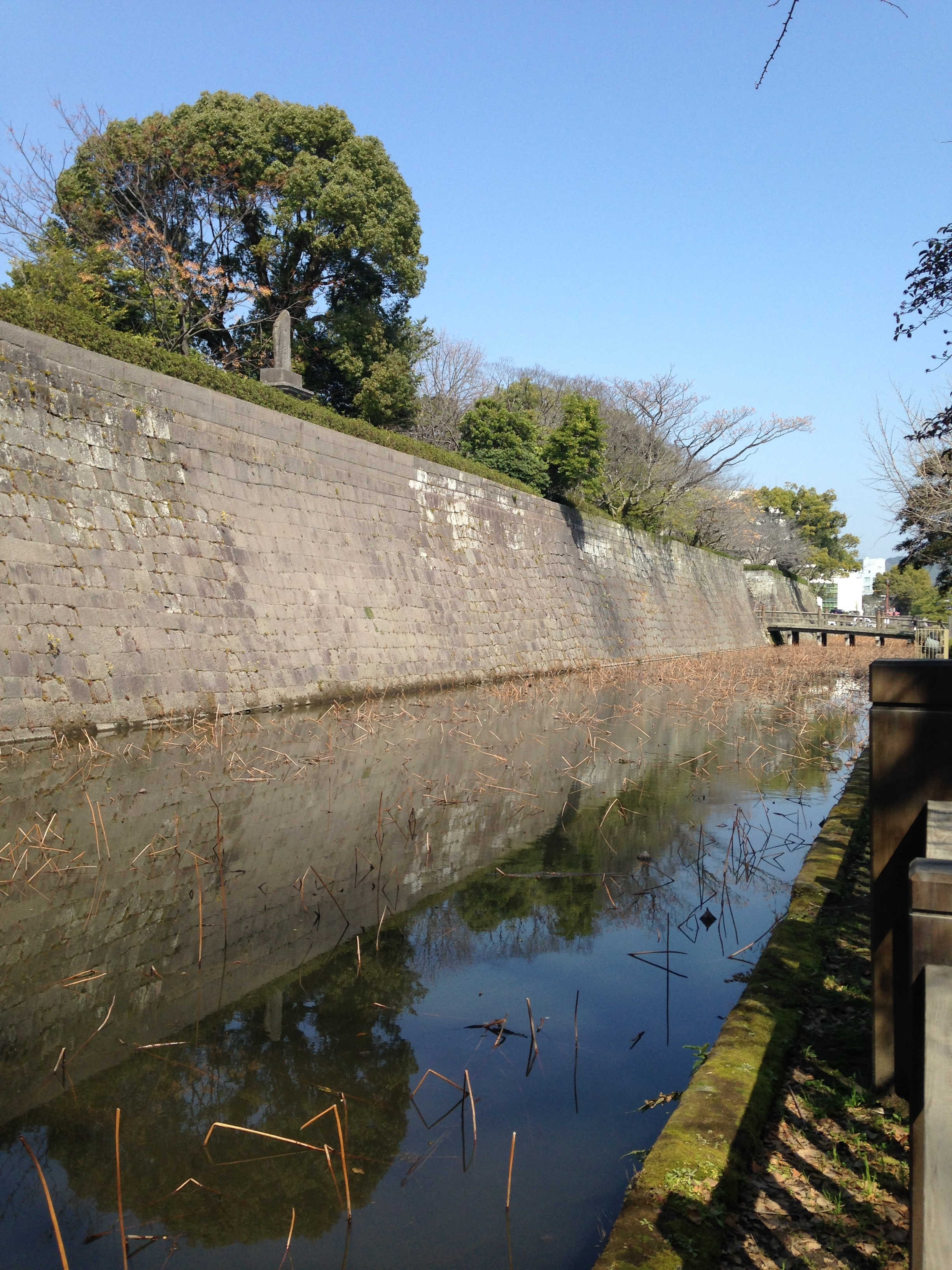
Burggraben
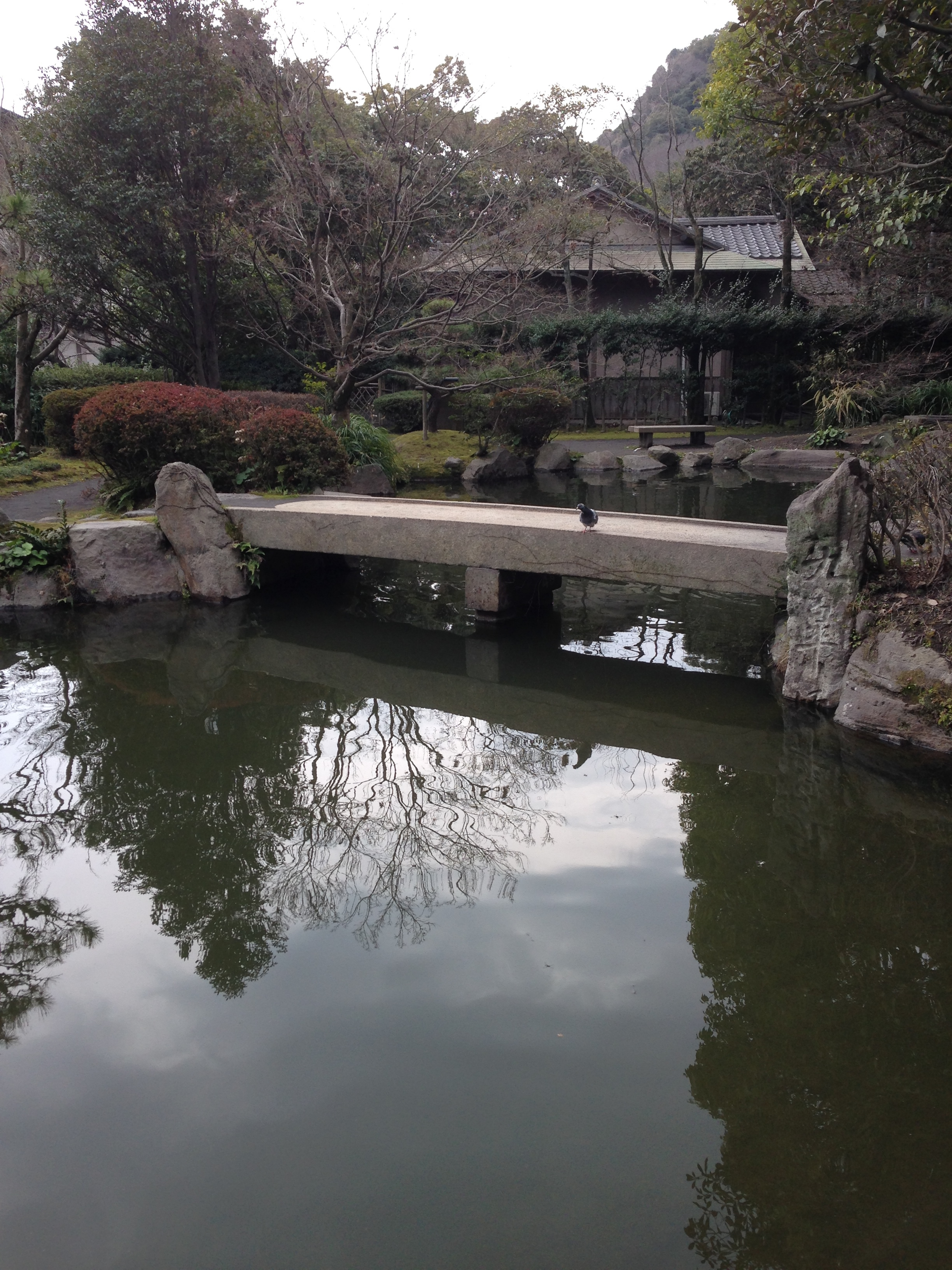
Teich am Reimeikan